# Бордяска-Веке
Бордяска-Веке (рум. Bordeasca Veche) — село у повіті Вранча в Румунії. Входить до складу комуни Тетерану.
Село розташоване на відстані 155 км на північний схід від Бухареста, 20 км на південний схід від Фокшан, 57 км на захід від Галаца, 132 км на схід від Брашова.

## Населення
За даними перепису населення 2002 року у селі проживали 1907 осіб. Усі жителі села рідною мовою назвали румунську.
Національний склад населення села:
| Національність | Кількість осіб | Відсоток |
| -------------- | -------------- | -------- |
| румуни         | 1897           | 99,5%    |
| цигани         | 10             | 0,5%     |